# Кадзуйо Седзіма
Кадзуйо Седзіма (яп. 妹島 和世; нар. 29 жовтня 1956, Префектура Ібаракі, Японія) — японська архітекторка, володарка Прітцкерівської премії з архітектури 2010 року разом із Рюе Нісідзавою. Вона відома використанням чистих модерністських елементів, таких як гладкі, чисті й блискучі поверхні, зроблені зі скла, мармуру і металів.

## Життєпис
Вивчала архітектуру в приватному жіночому університеті, який закінчила у 1981. Після навчання розпочала професійну діяльність в бюро архітектора Тойоо Іто.
У 1987 відкрила власне архітектурне бюро "Kazuyo Sejima & Associates".
У 1995 разом з Рюе Нісідзавою, який працював з нею ще у бюро Тойоо Іто, заснували архітектурну фірму SANAA (Sejima And Nishizawa And Associates) в Токіо.
Викладала у Принстонському університеті, у Федеральній політехнічній школі Лозанни, Університеті мистецтв Тама та Університеті Кейо у Токіо. Пізніше Седзіма обіймала посаду професорки в Університеті Кейо.
У вересні 2005 їй та Рюе Нісідзаві було доручено розробку проєкту нового художнього музею у французькому місті Ланс «Музей Лувр-Ланс».. 2012 року музей Лувр-Ланс відкрив свої двері для відвідувачів.
У 2010 призначили директоркою архітектурного напряму Венеціанського бієнале, у рамках якого вона курувала 12-ту Міжнародну архітектурну виставку. Вона стала першою жінкою, яка коли-небудь була обрана на цю посаду.
У 2010 отримала Прітцкерівську премію з архітектури разом із Рюе Нісідзавою.

## Проєкти

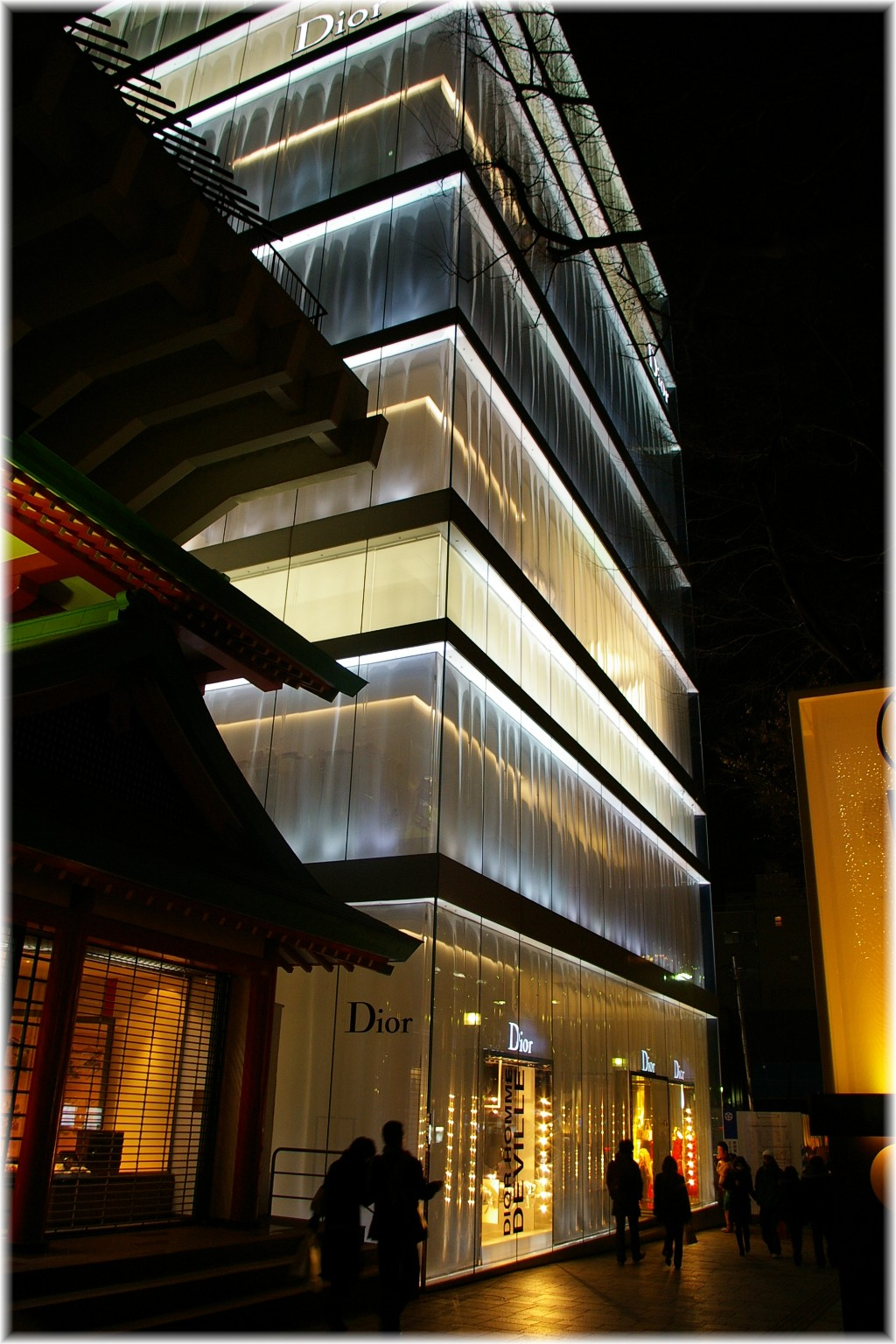
Будинок для фірми Крістіан Діор в Токіо

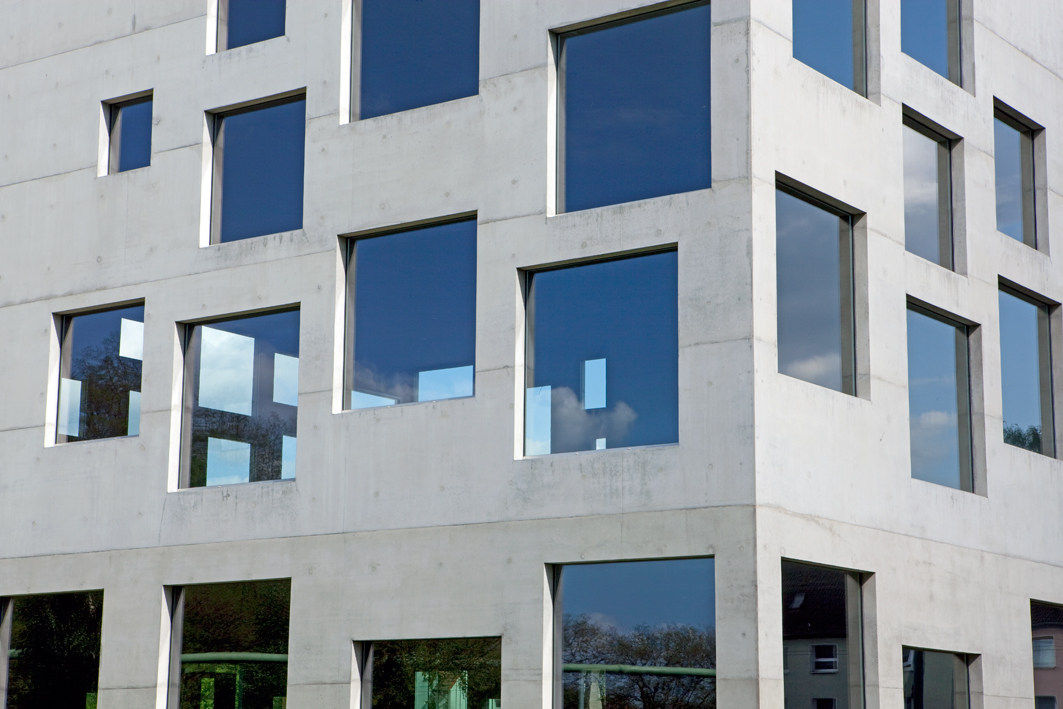
«Цольферайн-хаус» Школи менеджменту та дизайну в Ессені

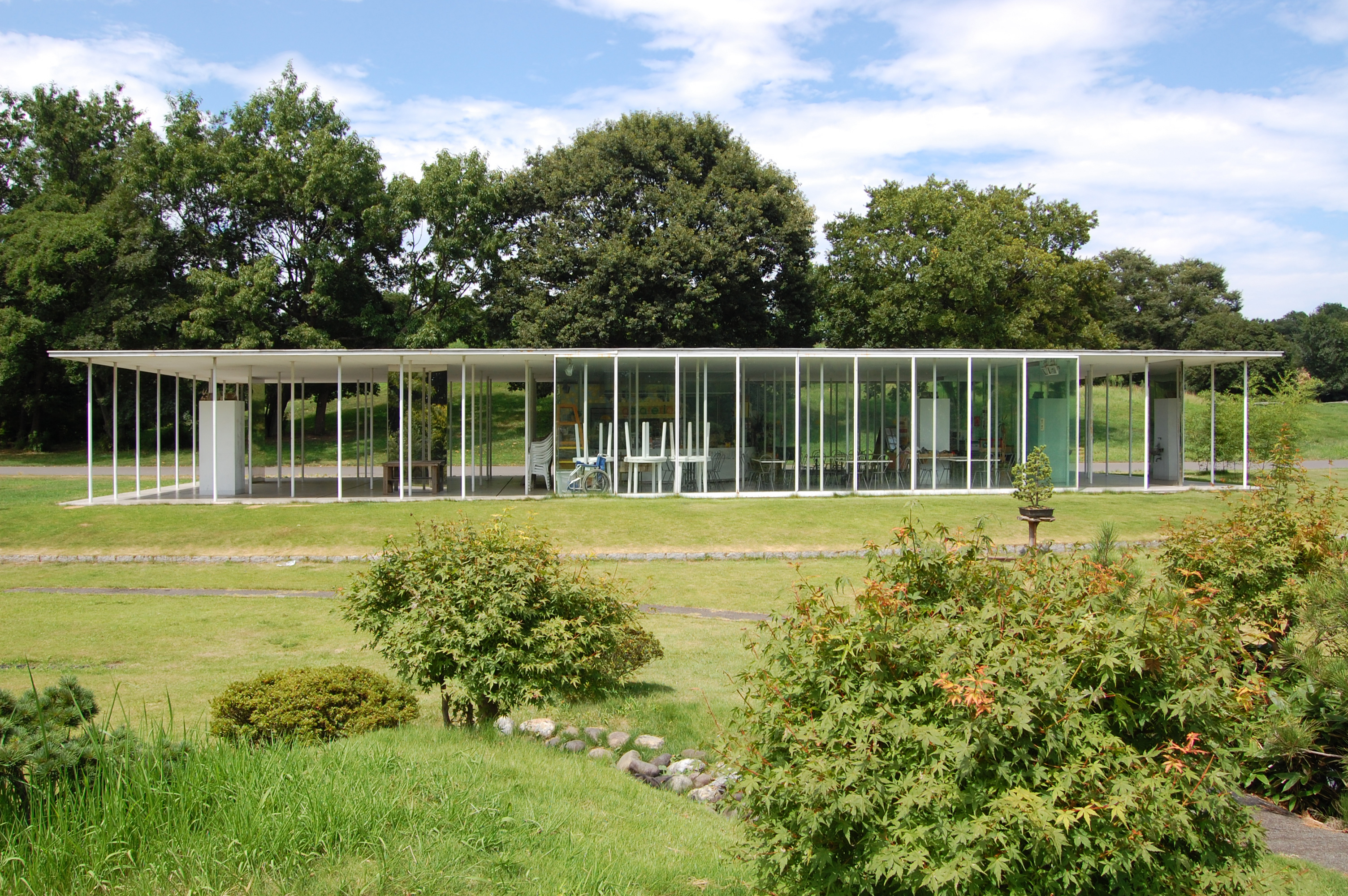
Кав'ярня в Кога-парку, Ібаракі

- Вікенд-хаус — 1997 по 1998 — префектура Ґумма, Японія
- Центральні сховища фірми Такео — 1999 по 2000 — префектура Токіо, Японія
- Житловий будинок в місті Камакура — 1999 до 2001 — префектура Канаґава, Японія
- Апартаменти в місті Ісікава — з 2001 — префектура Тіба, Японія
- Апартаменти Еда — 2002 по 2010 — префектура Канаґава, Японія
- Апартаменти Фунабасі — 2002 по 2004 — префектура Тіба, Японія
- Будинок Моріяма — 2002 по 2010 — префектура Токіо, Японія
- Музей Планета Любові-2003 — префектура Окаяма, Японія
- Відео-павільйон — 2003 по 2010 — префектура Каґава, Японія
- Житловий будинок — 2003 до 2010 — Тяньцзінь, Китай
- Офісна будівля Benesse Art Site Naoshima — 2004 — префектура Каґава, Японія
- Житловий будинок — 2004 по 2010 — префектура Токіо, Японія
- Цольферайн-Кубус, — 2005 — Ессен, Німеччина
- Павільйон для галереї Серпентайн — 2009 — Лондон, Велика Британія
- Музей Наосіми-2005 по 2010 — префектура Каґава, Японія
- Музей Товада — 2005 по 2010 — префектура Аоморі, Японія
- Навчальний центр Rolex, (Rolex Learning Center), Федеральна політехнічна школа — 2010 — Лозанна, Швейцарія.
- Музей Лувр-Ланс, — 2012 — Ланс, Франція

## Нагороди
- 2005 – Премія Рольфа Шока Шведської королівської академії мистецтв (спільно з Рюе Нісідзавою).
- 2007 – Берлінська мистецька премія (спільно з Рюе Нісідзавою)
- 2010 – Пріцкерівська премія (спільно з Рюе Нісідзавою)